# فيضة ذيبان
فيضة ذيبان هو مركزٌ سعوديٌ تابعٌ لمحافظة عقلة الصقور التابعة لمنطقة القصيم، في المملكة العربية السعودية. المركز من الفئة (ب)، ورمزه 1866 حسب دليل الترميز الموحد للمناطق الإدارية بالمملكة العربية السعودية.